# براد ديفيس (لاعب كرة قدم أمريكية)
براد ديفيس (بالإنجليزية: Brad Davis)‏ هو لاعب كرة قدم أمريكية أمريكي، ولد في 9 فبراير 1953 في هاموند في الولايات المتحدة.

## وصلات خارجية
- براد ديفيس (لاعب كرة قدم أمريكية) على موقع مرجع كرة القدم المحترفة.كوم (الإنجليزية)
- براد ديفيس (لاعب كرة قدم أمريكية) على موقع كلية كرة القدم في سبورتس رفرنس.كوم (الإنجليزية)